# 哈特蘭 (伊利諾伊州)
哈特蘭（英語：Hartland）是位於美國伊利諾伊州麥克亨利縣的一個非建制地區。該地的面積和人口皆未知。

## 地理
哈特蘭的座標為42°21′49″N 88°30′26″W / 42.36361°N 88.50722°W，而該地的平均海拔高度為281米（即922英尺）。